# (6177) Fécamp
(6177) Fécamp est un astéroïde de la ceinture principale.

## Description
(6177) Fécamp est un astéroïde de la ceinture principale. Il fut découvert le 12 février 1986 à La Silla par Henri Debehogne. Il présente une orbite caractérisée par un demi-grand axe de 2,20 UA, une excentricité de 0,08 et une inclinaison de 5,7° par rapport à l'écliptique.